# Conrad Orzel
Conrad Orzel (* 11. Juli 2000 in Woodbridge) ist ein kanadischer Eiskunstläufer, der im Einzellauf antritt.

## Sportliche Karriere
Conrad Orzel begann 2006 im Alter von 6 Jahren mit dem Eiskunstlauf. Ab der Saison 2015/16 startete er in Kanada in Juniorenwettbewerben, ab der darauffolgenden Saison auch auf internationaler Ebene. Bei den Juniorenweltmeisterschaften 2017 und 2018 wurde er jeweils 13.
2018 nahm Orzel zum ersten Mal an den Kanadischen Meisterschaften teil und belegte den 11. Platz, im folgenden Jahr verbesserte er sich auf den 5. Platz. In der Saison 2019/20 erhielt Orzel zwei Einladungen in die Grand-Prix-Serie, wo er einen 12. und einen 11. Platz belegte.
In der Saison 2020/21 wurden weiterhin zahlreiche Wettbewerbe aufgrund der COVID-19-Pandemie abgesagt, darunter auch die Kanadischen Meisterschaften sowie der kanadische Grand-Prix-Wettbewerb, zu dem Orzel eingeladen war. Zur Saison 2021/22 stieg er wieder in den Wettbewerb ein. Er belegte sowohl bei Skate Canada als auch bei den Kanadischen Meisterschaften den 9. Platz.
In der Saison 2022/23 erhielt Orzel erneut zwei Einladungen in die Grand-Prix-Serie, bei denen er einen 11. und einen 10. Platz erreichte. Er gewann die Silbermedaille bei den Kanadischen Meisterschaften. Gemeinsam mit Keegan Messing und Stephen Gogolev vertrat er Kanada bei den Vier-Kontinente-Meisterschaften 2023, wo er mit einer persönlichen Bestleistung den 8. Platz erreichte. Bei den Weltmeisterschaften 2023 lag er auf dem 26. Platz nach dem Kurzprogramm und qualifizierte sich damit nicht für die Kür.

## Ergebnisse
| Meisterschaft/Saison               | 15/16 | 16/17 | 17/18 | 18/19 | 19/20 | 20/21 | 21/22 | 22/23 | 23/24 |
| ---------------------------------- | ----- | ----- | ----- | ----- | ----- | ----- | ----- | ----- | ----- |
| Weltmeisterschaften                |       |       |       |       |       |       |       | 26.   |       |
| Vier-Kontinente-Meisterschaften    |       |       |       |       |       |       |       | 8.    |       |
| Kanadische Meisterschaften         |       |       | 11.   | 5.    | 6.    | A     | 9.    | 2.    | 4.    |
| Grand-Prix-Serie/Saison            | 15/16 | 16/17 | 17/18 | 18/19 | 19/20 | 20/21 | 21/22 | 22/23 | 23/24 |
| Cup of China                       |       |       |       |       | 11.   |       |       |       |       |
| NHK Trophy                         |       |       |       |       | 12.   |       |       | 10.   |       |
| Skate Canada                       |       |       |       |       |       | A     | 9.    | 11.   | 10.   |
| Juniorenwettbewerb/Saison          | 15/16 | 16/17 | 17/18 | 18/19 | 19/20 | 20/21 | 21/22 | 22/23 | 23/24 |
| Juniorenweltmeisterschaften        |       | 13.   | 13.   |       |       |       |       |       |       |
| Junior Grand Prix Österreich       |       |       | 7.    | 4.    |       |       |       |       |       |
| Junior Grand Prix Frankreich       |       | 10.   |       |       |       |       |       |       |       |
| Junior Grand Prix Deutschland      |       | 2.    |       |       |       |       |       |       |       |
| Junior Grand Prix Polen            |       |       | 3.    |       |       |       |       |       |       |
| Junior Grand Prix Slowenien        |       |       |       | 4.    |       |       |       |       |       |
| Kanadische Juniorenmeisterschaften | 5.    | 2.    |       |       |       |       |       |       |       |
| A = Wettbewerb abgesagt            |       |       |       |       |       |       |       |       |       |